# TVタイムマシン
『TVタイムマシン』は、1992年6月22日から同年9月21日までテレビ朝日系列局で放送されたテレビ朝日製作のバラエティ番組。放送時間は毎週月曜 19:30 - 20:00 (JST) 。

## 概要
番組タイトルが示す通り、過去のテレビ番組や映画などを各回のテーマに合わせて特集していた番組である。前番組『ワリと普通の家族』までは大塚製薬の一社提供だったが、この番組は大塚製薬を含む複数社の提供で放送された。(大塚製薬以外の提供は毎回変わっていた)
オープニングにはエマーソン・レイク・アンド・パーマーの『チェンジング・ステイツ』が使われた。
エンディングテーマ：『Golden Summer』（MAGIC）
レギュラーコーナーに「吉村作治の昭和考古学」があった。その回のテーマに関係の深い年を選び「Back to 19XX」として、その年に流行したものや映像作品を紹介した。

## 出演者

### 司会
- 生島ヒロシ
- 奥山佳恵
- 吉村作治　(第7、8回は休み)

### ナレーター
- Kei Grant

## 各回の内容
- 第1回　ザッツ・エキサイティング！人気怪獣たちの大逆襲
- 第2回　永遠のヒーロー　ウルトラマン
- 第3回　汗と涙のスポ根ヒーロー大特集、ゲスト：佐竹雅昭
- 第4回　人気アニメヒロイン大特集、ゲスト：TARAKO
- 第5回　恐怖と絶叫の怪奇モノ伝説、ゲスト：稲川淳二
- 第6回　栄光のアクションヒーロー大特集
- 第7回　正義の戦士　仮面ライダー大特集!!、ゲスト：京本政樹
- 第8回　超人・戦隊ヒーロー大特集!!、ゲスト：伊集院光
- 第9回　傑作感動アニメ大特集！、ゲスト：西村知美
- 第10回　熱血！ゴジラ大特集!!、ゲスト：風見しんご
- 第11回　ウルトラQ　ウルトラマン　ウルトラシリーズ大特集！、ゲスト：中山秀征
- 第12回　SFロボットアニメ★大特集！、ゲスト：内海光司

## スタッフ
- 構成：峯一雄、土井芳、根田真児
- 調査：森正行、本宮誉泰
- 技術：タワーテレビ
  - TD：高木敏文
  - カメラ：吉村和重
  - VE：金野勝
  - VTR：土田全厚
  - 照明：永瀬正行
  - 音声：橋爪繁輝
- 編集・MA：オムニバス・ジャパン
- 音響効果：門脇弘幸（TSP）
- ＴＫ：渓口美保子
- 美術：吉木崇（テレビ朝日クリエイト）
- デザイン：中井香里
- 美術進行：工藤淳博
- 大道具：石井直豊
- 電飾：ワンダーライト
- 特殊効果：藤原憲之
- 特殊装置：テルミック
- タイトル：盛合正典
- ディレクター：青山幸光、植村真司、小川謙治（スーパープロデュース）
- プロデューサー：青山幸光、金沢昭吾（テレビ朝日）
- 制作著作：テレビ朝日

## ネット局
系列は放送終了時（1992年9月）のもの。
| 放送対象地域  | 放送局             | 系列                                         | ネット形態 | 備考               |
| ------------- | ------------------ | -------------------------------------------- | ---------- | ------------------ |
| 関東広域圏    | テレビ朝日         | テレビ朝日系列                               | 制作局     |                    |
| 北海道        | 北海道テレビ       | テレビ朝日系列                               | 同時ネット |                    |
| 青森県        | 青森朝日放送       | テレビ朝日系列                               | 同時ネット |                    |
| 宮城県        | 東日本放送         | テレビ朝日系列                               | 同時ネット |                    |
| 福島県        | 福島放送           | テレビ朝日系列                               | 同時ネット |                    |
| 新潟県        | 新潟テレビ21       | テレビ朝日系列                               | 同時ネット |                    |
| 長野県        | 長野朝日放送       | テレビ朝日系列                               | 同時ネット |                    |
| 静岡県        | 静岡けんみんテレビ | テレビ朝日系列                               | 同時ネット | 現：静岡朝日テレビ |
| 石川県        | 北陸朝日放送       | テレビ朝日系列                               | 同時ネット |                    |
| 中京広域圏    | 名古屋テレビ       | テレビ朝日系列                               | 同時ネット |                    |
| 近畿広域圏    | 朝日放送           | テレビ朝日系列                               | 同時ネット | 現：朝日放送テレビ |
| 広島県        | 広島ホームテレビ   | テレビ朝日系列                               | 同時ネット |                    |
| 香川県 岡山県 | 瀬戸内海放送       | テレビ朝日系列                               | 同時ネット |                    |
| 福岡県        | 九州朝日放送       | テレビ朝日系列                               | 同時ネット |                    |
| 長崎県        | 長崎文化放送       | テレビ朝日系列                               | 同時ネット |                    |
| 熊本県        | 熊本朝日放送       | テレビ朝日系列                               | 同時ネット |                    |
| 大分県        | テレビ大分         | フジテレビ系列 日本テレビ系列 テレビ朝日系列 | 同時ネット |                    |
| 宮崎県        | テレビ宮崎         | フジテレビ系列 日本テレビ系列 テレビ朝日系列 | 遅れネット |                    |
| 鹿児島県      | 鹿児島放送         | テレビ朝日系列                               | 同時ネット |                    |